# Farkasvölgyi-patak
A farkasvölgyi-patak apró patak a Cserhátban. Bánk és Tereske között ered, majd helyenként mély, bozótos szurdokban halad  nagyjából keleti irányba. Vize a Lókos-patakot táplálja. Nem érint lakott települést.